# Крушение поездов в Халле
Столкновение поездов в Халле — лобовое столкновение двух поездов в муниципалитете Халле около Брюсселя, Бельгия, 15 февраля 2010 года. Поезда столкнулись в снегопад в утренний час пик.
При крушении погибло 18 человек, получили ранения 171 человек. Перерыв в движении поездов составил не менее двух суток.
Столкновение произошло на одной из основных подъездных линий к брюссельскому Южному вокзалу, в 14 км от бельгийской столицы. Многие перевозки по высокоскоростным железнодорожным путям между Брюсселем и Францией и Великобританией были приостановлены. В Thalys подтвердили, что все её услуги были временно приостановлены в связи с аварией.
Столкновение поездов в Халле — крупнейшая железнодорожная катастрофа в истории Бельгии.